# Bretteville-sur-Dives
Pour les articles homonymes, voir Bretteville.
Bretteville-sur-Dives est une ancienne commune française, située dans le département du Calvados en région Normandie, devenue le 1er janvier 2017 une commune déléguée au sein de la commune nouvelle de Saint-Pierre-en-Auge.
Bretteville-sur-Dives est peuplée de 267 habitants.

## Toponymie
Le nom de la localité est attesté sous la forme Bretevilla en 1108.
Ce toponyme est issu de l'ancien français bret(e) qui signifie « breton(ne) », mais dans son acception ancienne, c'est-à-dire « originaire de l'actuelle Grande-Bretagne ».
La Dives est un fleuve côtier de Normandie, qui prend sa source dans le département de l'Orne et traverse celui du Calvados, sur 105 kilomètres, avant de se jeter dans la Manche.

## Histoire
Le 1er janvier 2017, Bretteville-sur-Dives intègre avec douze autres communes la commune de Saint-Pierre-en-Auge créée sous le régime juridique des communes nouvelles instauré par la loi no 2010-1563 du 16 décembre 2010 de réforme des collectivités territoriales. Les communes de Boissey, Bretteville-sur-Dives, Hiéville, Mittois, Montviette, L'Oudon, Ouville-la-Bien-Tournée, Sainte-Marguerite-de-Viette, Saint-Georges-en-Auge, Saint-Pierre-sur-Dives, Thiéville, Vaudeloges et Vieux-Pont-en-Auge deviennent des communes déléguées et Saint-Pierre-sur-Dives est le chef-lieu de la commune nouvelle.

## Politique et administration

### Liste des maires
| Période                                  | Période       | Identité                  | Étiquette | Qualité                                 |
| ---------------------------------------- | ------------- | ------------------------- | --------- | --------------------------------------- |
| Les données manquantes sont à compléter. |               |                           |           |                                         |
|                                          |               | Joseph Lepetit            |           |                                         |
| octobre 1947                             | mars 1977     | Renée Lepetit (1896-1982) |           | Industrielle fromagère, maire honoraire |
| mars 1977                                | mars 2008     | Michel Buffet             |           | Agriculteur                             |
| mars 2008                                | décembre 2016 | Daniel Rouget             | SE        | Retraité (boucherie)                    |

### Liste des maires délégués
| Période      | Période      | Identité             | Étiquette | Qualité                               |
| ------------ | ------------ | -------------------- | --------- | ------------------------------------- |
| janvier 2017 | juillet 2020 | Daniel Rouget        | SE        | Retraité (boucherie)                  |
| juillet 2020 | En cours     | Marie-Hélène Besnier | SE        | Retraitée du commerce et du transport |

## Démographie
L'évolution du nombre d'habitants est connue à travers les recensements de la population effectués dans la commune depuis 1793. À partir du 1er janvier 2009, les populations légales des communes sont publiées annuellement dans le cadre d'un recensement qui repose désormais sur une collecte d'information annuelle, concernant successivement tous les territoires communaux au cours d'une période de cinq ans. 
Pour les communes de moins de 10 000 habitants, une enquête de recensement portant sur toute la population est réalisée tous les cinq ans, les populations légales des années intermédiaires étant quant à elles estimées par interpolation ou extrapolation. Pour la commune, le premier recensement exhaustif entrant dans le cadre du nouveau dispositif a été réalisé en 2006,.
En 2021, la commune comptait 267 habitants, en évolution de −6,97 % par rapport à 2015 (Calvados : +1,58 %, France hors Mayotte : +2,49 %).
| 1793 | 1800 | 1806 | 1821 | 1831 | 1836 | 1841 | 1846 | 1851 |
| ---- | ---- | ---- | ---- | ---- | ---- | ---- | ---- | ---- |
| 195  | 196  | 178  | 231  | 178  | 176  | 169  | 187  | 161  |

| 1856 | 1861 | 1866 | 1872 | 1876 | 1881 | 1886 | 1891 | 1896 |
| ---- | ---- | ---- | ---- | ---- | ---- | ---- | ---- | ---- |
| 166  | 151  | 164  | 187  | 191  | 260  | 296  | 254  | 236  |

| 1901 | 1906 | 1911 | 1921 | 1926 | 1931 | 1936 | 1946 | 1954 |
| ---- | ---- | ---- | ---- | ---- | ---- | ---- | ---- | ---- |
| 265  | 246  | 267  | 257  | 310  | 284  | 294  | 296  | 262  |

| 1962 | 1968 | 1975 | 1982 | 1990 | 1999 | 2006 | 2011 | 2016 |
| ---- | ---- | ---- | ---- | ---- | ---- | ---- | ---- | ---- |
| 306  | 304  | 297  | 288  | 290  | 278  | 303  | 289  | 283  |

| 2019 | - | - | - | - | - | - | - | - |
| ---- | - | - | - | - | - | - | - | - |
| 269  | - | - | - | - | - | - | - | - |

## Lieux et monuments
- Le château de Bretteville (privé).

## Personnalités liées à la commune
- Georges de Dramard (1838 à Bretteville-sur-Dives-1900), peintre.